# Alexandria
 For alternative betydninger, se Alexandria (flertydig). (Se også artikler, som begynder med Alexandria)
Alexandria (arabisk: الإسكندرية al-ʾIskandariyya) er en havneby i Egypten ved Middelhavet. Alexandria er også en oldtidsby, der har eksisteret i henved 4.000 år. Den var en af de største byer i den hellenistiske region og er fortsat en af de største og vigtigste byer i Egypten - i dag landets næststørste.
Det gamle Alexandria fik sit navn efter Alexander den Store og byen blev residens for det ptolemæiske dynasti - i et moderne sprogbrug, en hovedstad.
På den tid var Alexandria kendt for sit fyrtårn, der blev et af tidens syv underværker, sit bibliotek og vel også som hovedsæde for den koptiske ortodokse kirke.
Arkimedes studerede for en tid i Alexandria, og det var Euklids fødeby.
Så vidt den traditionelle (og klassiske) overlevering, men så sent som 2007 - således jævnfør "National Geographic News" (Morrison 2007) - har marinarkæologiske undersøgelser afdækket substantielle bygningsrester fra omkring 700 år før Alexander den Store.
Ifølge Abdel-Fattah (2003) er det muligt at følge den tidligere bebyggelse til det mellemste rige omkring år 2000 fvt, ikke mindst på baggrund af Mahmoud al-Falaky (en)'s udgravninger i slutningen af 1800-tallet.
Nutidens Alexandria huser et stort, nationalt bibliotek og kulturelt kompleks, Bibliotheca Alexandrina, opført i et delvist samarbejde med UNESCO, mange uddannelsesinstitutioner - herunder flere universiteter - og et stort havneområde.
Byens lufthavn, Borg El Arab Airport, er bl.a. base for Air Arabia Egypt.

## Eksterne links
- Alexandria, Egypt, before Alexander the Great: A multidisciplinary approach yields rich discoveries. GSA Today August 2007